# سارة طومسون
سارة طومسون (بالإنجليزية: Sarah Thompson)‏ هي ممثلة أمريكية، ولدت في 25 أكتوبر 1979 بلوس أنجلوس في الولايات المتحدة.

## أعمال

### أفلام
- (2009) نخبة بروكلين[3]

### مسلسلات
- آنجل

## وصلات خارجية
- سارة طومسون على موقع IMDb (الإنجليزية)
- سارة طومسون على موقع ألو سيني (الفرنسية)
- سارة طومسون على موقع أول موفي (الإنجليزية)
- سارة طومسون على موقع قاعدة بيانات الأفلام السويدية (السويدية)
- سارة طومسون على موقع إن إن دي بي (الإنجليزية)
- سارة طومسون على موقع قاعدة بيانات الفيلم (الإنجليزية)
- سارة طومسون على موقع كينوبويسك (الروسية)